# Scopula sacraria
Scopula sacraria is een vlinder uit de familie spanners (Geometridae). De wetenschappelijke naam is voor het eerst geldig gepubliceerd in 1910 door Bang-Haas.
De soort komt voor in Europa.